# 1,039/Smoothed Out Slappy Hours
1,039/Smoothed Out Slappy Hours ist ein Kompilationsalbum der US-amerikanischen Punkrock-Band Green Day. Es wurde 1991 bei Lookout! Records veröffentlicht, 2004 folgte eine Wiederveröffentlichung bei Epitaph Records (Europa) und 2007 bei Reprise Records.

## Hintergrund
Das Album ist eine Zusammenstellung aus den früheren Veröffentlichungen 39/Smooth, 1,000 Hours und Slappy, daher auch der Name. Das Komma bei „1,000 Hours“ und „1,039/Smoothed Out Slappy Hours“ ist das englische Tausendertrennzeichen.
Es war die erste Green-Day-Veröffentlichung auf einer Audio-CD. Deshalb wird 1,039/Smoothed Out Slappy Hours gelegentlich als das Debüt-Album der Band dargestellt. Green Days erstes reguläres Studioalbum war allerdings bereits 39/Smooth.
Das Album ist das einzige, auf dem John Kiffmeyer, der die Band später verließ, bei allen Songs am Schlagzeug zu hören ist.

## Titelliste
1. At the Library – 2:26
2. Don’t Leave Me – 2:38
3. I Was There – 3:35
4. Disappearing Boy – 2:51
5. Green Day – 3:28
6. Going to Pasalacqua – 3:30
7. 16 – 3:24
8. Road to Acceptance – 3:35
9. Rest – 3:05
10. The Judge’s Daughter – 2:33
11. Paper Lanterns – 2:25
12. Why Do You Want Him? – 2:32
13. 409 in Your Coffeemaker – 2:54
14. Knowledge – 2:19
15. 1,000 Hours – 2:25
16. Dry Ice – 3:44
17. Only Of You – 2:45
18. The One I Want – 3:01
19. I Want to Be Alone – 3:09

Bis auf das von John Kiffmeyer stammende I Was There sowie das Operation-Ivy-Cover Knowledge wurden alle Lieder von Billie Joe Armstrong geschrieben.
Die Titel 1 bis 10 stammen von 39/Smooth, die Titel 11 bis 14 von Slappy (EP) und die Titel 15 bis 18 von 1,000 Hours (EP). Titel 19 wurde auf The Big One veröffentlicht, einer Kompilation mehrerer Bands aus East Bay und Los Angeles. Auf der Wiederveröffentlichung sind zusätzlich Fotos, Videos und vier weitere Musikstücke (Live-Aufnahmen) enthalten.

## Rezeption
Ned Raggett gab dem Album bei Allmusic drei von fünf Sternen und schreibt, dass das Album wahrlich nicht großartig sei, aber auch nicht schlecht.
In The New Rolling Stone Album Guide erhielt das Album von den Autoren Nick Catucci und Evan Serpick zweieinhalb von fünf Punkten. Sie schrieben über das Album:

„Although 1,039/Smoothed Out Slappy Hour […] lacked the production value of later releases, [it] demonstrated the band's uncanny ability to meld irresistible pop hooks and charming, disarmingly honest lyrics with punk grit.“

„Obwohl 1,039/Smoothed Out Slappy Hour die Produktionsqualität späterer Veröffentlichungen fehlte, zeigte es die unheimliche Fähigkeit der Band, unwiderstehliche Pop-Ausschweifungen und charmante, entwaffnend ehrliche Texte mit dem Punk-Staub zu verschmelzen.“

## Auszeichnungen für Musikverkäufe
1,039/Smoothed Out Slappy Hours erreichte mit über 100.000 verkauften Tonträgern Goldstatus in Großbritannien.
| Land/Region                  | Auszeichnungen für Musikverkäufe (Land/Region, Auszeichnung, Verkäufe) | Verkäufe |
| ---------------------------- | ---------------------------------------------------------------------- | -------- |
| Vereinigte Staaten (RIAA)    | Gold                                                                   | 500.000  |
| Vereinigtes Königreich (BPI) | Gold                                                                   | 100.000  |
| Insgesamt                    | 2× Gold ·                                                              | 600.000  |

Hauptartikel: Green Day/Auszeichnungen für Musikverkäufe